# ریسکو کایدو
ریسکو کایدو (به اسپانیایی: Risco Caído) یک مکان باستانی در جزیره گران کاناریا، اسپانیا است. این سایت شامل غارها، معابد و انبارهای غاری ماقبل تاریخ است که به فرهنگ‌های پیش از دوران اسپانیایی‌ها در جزایر قناری نسبت داده می‌شود. همچنین گفته می‌شود که توسط مردم بومی به عنوان یک رصدخانه نجومی مورد استفاده قرار می‌گرفته است. در جولای ۲۰۱۹، ریسکو کایدو به عنوان میراث جهانی یونسکو نامگذاری شد. همچنین یکی از منظره‌های فرهنگی به رسمیت شناخته شدهٔ یونسکو است. این اولین میراث جهانی جزیره گرن کاناریا و استان لاس پالماس و چهارمین میراث جهانی در جزایر قناری است.

## توضیحات
ریسکو کایدو در یک منطقه کوهستانی وسیع در مرکز گرن کاناریا واقع شده است و شامل صخره‌ها، دره‌ها و سازندهای آتشفشانی در چشم‌اندازی از تنوع زیستی غنی است. این چشم‌انداز شامل تعداد زیادی زیستگاه‌های تروگلودیت (غارنشینی)، انبارها و آب‌انبارها است که قدمت آن‌ها دلیلی بر حضور فرهنگ ماقبل اسپانیایی در جزیره است، که جدا از ورود بربرهای شمال آفریقا، در ابتدای عصر معاصر، تا اولین مهاجران اسپانیایی در قرن پانزدهم میلادی تکامل یافته است. مجموعه تروگلودیت همچنین شامل محفل‌های فرقه‌ای و دو معبد مقدس یا آلموگارن است که مراسم‌های فصلی در آن برگزار می‌شد. تصور می‌شود که این معابد با آیین احتمالی ستارگان و مادر زمین مرتبط هستند.

## منتقدان
گنجاندن ریسکو کایدو در فهرست سایت‌های میراث جهانی یونسکو توسط دانشمندانی مانند خوزه باریوس، ریاضی‌دان، مورد انتقاد قرار گرفت؛ او معتقد است دلیل علمی ناچیزی وجود دارد که بشود آنجا را رصدخانه نجومی بومیان دانست و از این منطقه در برابر سایر مناطق در گران کاناریا، مانند مکان‌های فواره‌شناسی، حمایت و حفاظت بیش از حد نهادی می‌شود. استاکیو وییالبا، جغرافیدان، نیز وجود یک رصدخانه نجومی را زیر سؤال برده است. هر دو از این واقعیت انتقاد می‌کنند که یک مقاله (که به نظر آنها «پایه علمی کمی» دارد) توسط کاشف این مکان، خولیو کوئنکا نوشته شده است و برای وضعیت میراث جهانی کافی نیست.
به گفته باریوس، هیچ مطالعه علمی که از فرضیه باستان‌شناسی نجومی (دلیل اساسی اعلام شدن سایت به عنوان میراث جهانی) پشتیبانی کند، وجود ندارد. او ادعا می‌کند که هیچ نشانگر نجومی وجود ندارد که این نظریه را تأیید کند و هیچ گزارش فنی منتشر شده‌ای وجود ندارد که آن را بررسی کند.